# Yirol West
Yirol West – hrabstwo w Sudanie Południowym, w stanie Lakes. W 2008 roku liczyło 103 190 mieszkańców (49 355 kobiet i 53 835 mężczyzn) w 16 042 gospodarstwach domowych. Dzieli się na 7 mniejszych jednostek administracyjnych zwanych payam:
- Abang
- Aluakluak
- Anuol
- Geng-Geng
- Gher
- Mapuordit
- Yirol